# Šajan (Ukrajina)
Šajan, ukrajinsky Шаян, maďarsky Saján, je vesnice v jednotném územním společenství Vyškovská venkovská komunita, v okrese Chust v Zakarpatské oblasti Ukrajiny.

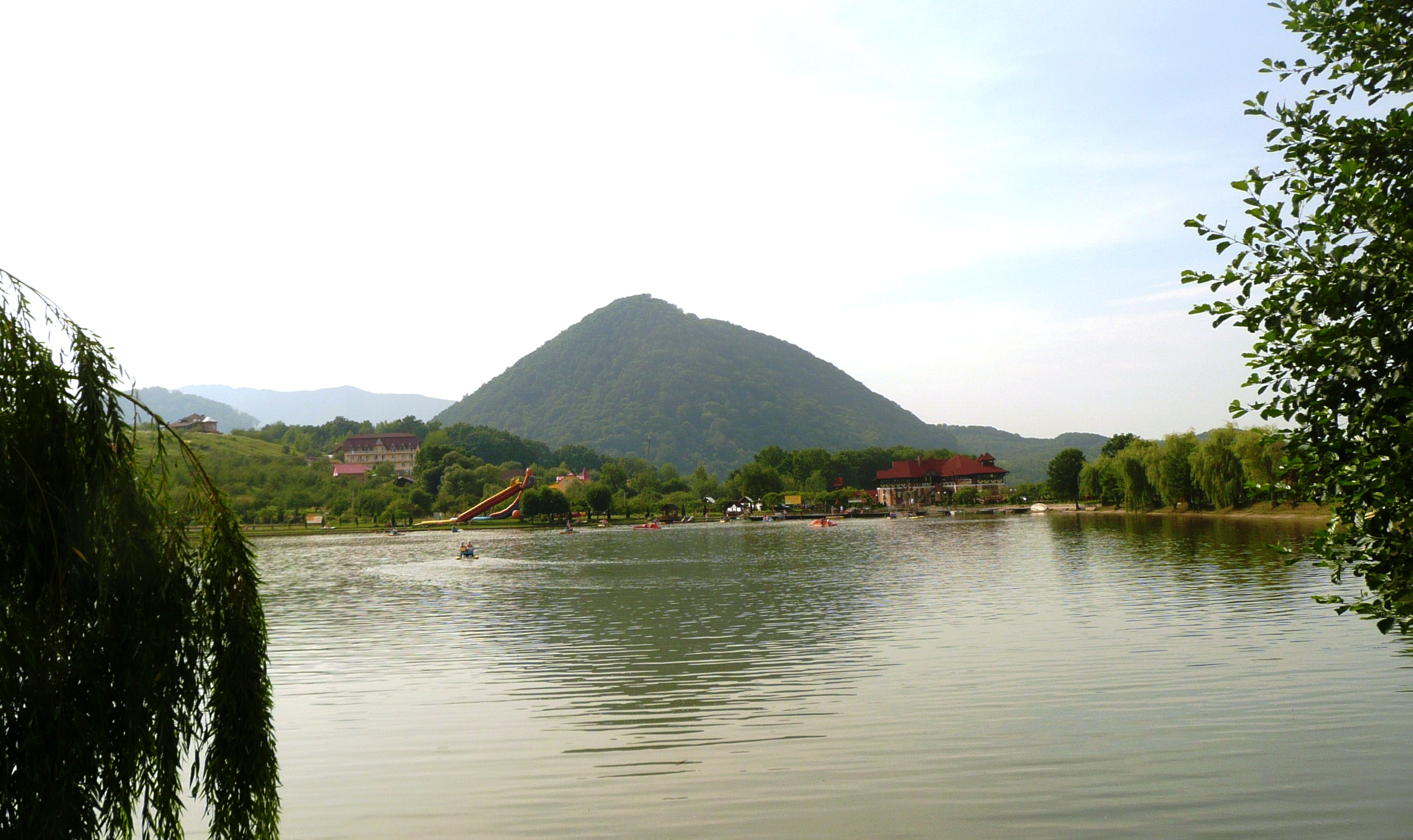
Šajanské jezero, v pozadí hora Šajan

Je zde rekreační středisko. V obci se těží minerální voda Šajanská.

## Obyvatelstvo
Rozložení obyvatelstva podle sčítání lidu v roce 2001:
| Národnost  | Počet obyvatel | Procento obyvatel |
| ---------- | -------------- | ----------------- |
| maďarská   | 7              | 1.31%             |
| ruská      | 16             | 3.00%             |
| ukrajinská | 511            | 95.69%            |
| Celkem     | 534            |                   |